# Controffensiva nell'Ucraina meridionale
La controffensiva nell'Ucraina meridionale del 2022 è stata una campagna militare nell'ambito dell'invasione russa del Paese, quest'ultima iniziata la mattina del 24 febbraio 2022. L'operazione controffensiva, partita alla fine di agosto, ha lo scopo di riconquistare l'intero territorio occupato dalla Russia all'interno delle oblast' di Cherson e Mykolaïv. Gli analisti militari considerano la controffensiva la terza fase strategica della guerra in Ucraina, dopo l'invasione iniziale e la battaglia nel Donbass. L'8 settembre Kiev annunciò la controffensiva nell'Ucraina nord-orientale. Gemella a quella meridionale, l'azione militare aveva come scopo la liberazione di diversi insediamenti nell'oblast' di Charkiv ed in quello di Donec'k.

## Preludio ed azioni preparatorie
Nonostante, fino al 29 agosto, non esistesse nessuna controffensiva ucraina in corso, il governo di Kiev la annunciò più volte da fine giugno ad oggi.
Da inizio luglio, però, le Forze armate ucraine hanno effettuato, con il coordinamento della resistenza partigiana, decine di lanci di missili, molto spesso HIMARS, nel tentativo di distruggere depositi di munizioni e postazioni di comando russe, anche con l'uso di droni da ricognizione. Il ponte di Antonivka, ad esempio, non lontano da Cherson, è stato colpito decine di volte dall'artiglieria di medio raggio ucraina. Anche il ponte di Nova Kachovka, più a oriente, è stato parzialmente distrutto dai bombardamenti ucraini. Tutte queste azioni hanno un unico scopo: devastare la logistica ed i rifornimenti russi prima dell'offensiva.

## Villaggi riconquistati
Il 29 agosto, l'Ucraina annuncia di aver riconquistato 4 villaggi a nord-ovest di Cherson, il 30 annuncia di aver preso Ternovi-Podij, mentre il 1º settembre guadagna terreno intorno a Vysokopillya, che conquisterà il 4 settembre, issando la bandiera ucraina nell'ospedale cittadino. Il 6 settembre, l'esercito ucraino annuncia di controllare il villaggio di Lyubmyvka.